# باشگاه فوتبال پرسپولیس شمال
باشگاه فوتبال پرسپولیس شمال یک باشگاه فوتبال ایرانی مستقر در قائم‌شهر، ایران است. آنها شعبه‌ای از پرسپولیس تهران هستند. آنها در حال حاضر در لیگ دسته سوم فوتبال ایران رقابت می‌کنند.

## تاریخچه
این تیم در مدت زمان کوتاه از لیگ دسته دوم استان با قهرمانی‌های پیاپی تا لیگ دسته یک ایران صعود کرد. این تیم با نام سابق سایپا شمال یا سایپا قائم‌شهر توسط باشگاه پرسپولیس تهران در اکتبر ۲۰۱۳ میلادی خریداری و با نام پرسپولیس شمال در مسابقات فوتبال ایران حضور یافت.

## عملکرد
جدول زیر تاریخچه دستاوردهای این باشگاه در مسابقات مختلف از سال ۲۰۰۸ را نشان می‌دهد.
| فصل     | لیگ         | جایگاه        | جام‌حذفی         | یادداشت‌ها |
| ------- | ----------- | ------------- | --------------- | --------- |
| ۸۸–۱۳۸۷ | لیگ دسته ۳  | نخست          | واجد شرایط نبود | صعود      |
| ۸۹–۱۳۸۸ | لیگ دسته ۲  | پنجم          | دور یک          |           |
| ۹۰–۱۳۸۹ | لیگ دسته ۲  | یکم/گروه A    | واجد شرایط نبود | صعود      |
| ۹۱–۱۳۹۰ | لیگ آزادگان | هشتم/گروه A   | دور سوم         |           |
| ۹۲–۱۳۹۱ | لیگ آزادگان | نهم/گروه B    | ۱/۸ فینال       |           |
| ۹۳–۱۳۹۲ | لیگ آزادگان | سیزدهم/گروه B | ۱/۸ فینال       | سقوط      |
| ۹۴–۱۳۹۳ | لیگ دسته ۲  | دهم/گروه C    | دور سوم         | سقوط      |

## ترکیب تیم نخست
| شماره |       | پست       | بازیکن          |
| ----- | ----- | --------- | --------------- |
|       | ایران |           | سینا عبدی       |
|       | ایران |           | علیرضا آقانژاد  |
|       | ایران | مهاجم     | قاسم اکبری      |
|       | ایران |           | شعیب امیری      |
|       | ایران |           | مهدی طاهری      |
|       | ایران |           | مصطفی بابایی    |
|       | ایران | هافبک     | امیرحسین محمد   |
|       | ایران |           | رسول بالغی      |
|       | ایران |           | هانی اسماعیلی   |
|       | ایران |           | مهدی آذری       |
|       | ایران |           | جعفر فولادی     |
|       | ایران |           | محمد گرجی       |
|       | ایران |           | ایمان جعفراوقلو |
|       | ایران | دروازه‌بان | حمزه جانیوکی    |
|       | ایران |           | بهزاد کریمی     |
|       | ایران |           | محسن حنیفی      |

| شماره |       | پست       | بازیکن          |
| ----- | ----- | --------- | --------------- |
|       | ایران |           | عباس خراسانی    |
|       | ایران |           | سعید کوزه‌گر     |
|       | ایران |           | رامبد علیخانی   |
|       | ایران | مدافع     | مهران مدنلو     |
|       | ایران |           | سید مجتبی موسوی |
|       | ایران |           | عباس نادعلی‌زاده |
|       | ایران |           | رضا محمدپور     |
|       | ایران |           | مهدی کریمی      |
|       | ایران | مدافع     | جواد نوروزی     |
|       | ایران | مهاجم     | اصغر رامشگر     |
|       | ایران |           | ناصر رضایی      |
|       | ایران |           | هادی ریاحی      |
|       | ایران | دروازه‌بان | سعید ستاری      |
|       | ایران | مهاجم     | احسان شیرمردی   |
|       | ایران |           | حامد سلیمانی    |
|       | ایران |           | مهدی ودادی      |

## بازیکنان مشهور
- امیرحسین یوسفی
- اصغر رامشگر
- سعید بیگی
- سعید لطفی
- محمد گرجی
- خرزو متولی
- فرامش تقلو

## مربیان گذشته
- حسین مسگر ساروی
- مجتبی تقوی
- نادر دست‌نشان
- پژمان جمشیدی

## افتخارات
- لیگ دسته دوم فوتبال ایران
- نائب قهرمان (۱):۱۱–۲۰۱۰
- لیگ دسته سوم فوتبال ایران
- قهرمان (۱):۲۰۱۰–۲۰۰۹
- لیگ زیرگروه فوتبال ایران
- قهرمان (۱)
- لیگ استان مازندران
- قهرمان (۲)